# Hidroxilborita
L'hidroxilborita és un mineral de la classe dels borats. Rep el seu nom en referència al fet que és l'anàleg mineral amb hidròxid de la fluoborita, amb la qual forma una sèrie de solució sòlida en la qual la substitució gradual de l'hidròxid per fluorur va donant els diferents minerals de la sèrie.

## Característiques
L'hidroxilborita és un borat de fórmula química Mg₃(BO₃)(OH)₃. Cristal·litza en el sistema hexagonal. La seva duresa a l'escala de Mohs és 3,5.
Segons la classificació de Nickel-Strunz, l'hidroxilborita pertany a «06.AB: borats amb anions addicionals; 1(D) + OH, etc.» juntament amb els següents minerals: hambergita, berborita, jeremejevita, warwickita, yuanfuliïta, karlita, azoproïta, bonaccordita, fredrikssonita, ludwigita, vonsenita, pinakiolita, blatterita, chestermanita, ortopinakiolita, takeuchiïta, hulsita, magnesiohulsita, aluminomagnesiohulsita, fluoborita, shabynita, wightmanita, gaudefroyita, sakhaïta, harkerita, pertsevita-(F), pertsevita-(OH), jacquesdietrichita i painita.

## Formació i jaciments
L'hidroxilborita va ser descoberta al dipòsit de bor Titovskoe, a Tas-Khayakhtakh (República de Sakhà, Districte Federal de l'Extrem Orient, Rússia). Es tracta de l'únic indret on ha estat trobada aquesta espècie mineral.